# ペンタングル (アルバム)
『ペンタングル』（原題：The Pentangle）は、イギリスのフォークロック・バンド、ペンタングルが1968年に発表した初のスタジオ・アルバム。

## 背景
メンバーのうちバート・ヤンシュとジョン・レンボーンは、ペンタングル結成前にトランスアトランティック・レコードからソロ・デビューしており、互いのソロ・アルバムへの客演を経て、1966年にはデュオ・アルバム『華麗なる出会い (Bert and John)』を発表している。また、ジャッキー・マクシーは本作に先がけて、レンボーンのソロ・アルバム『アナザー・マンデイ』でレコーディング・デビューを果たした。
既にキンクスやザ・フー等の作品を手がけてきたシェル・タルミーがプロデューサーに起用され、タルミーは『スウィート・チャイルド』（1968年）、『バスケット・オブ・ライト』（1969年）も引き続きプロデュースした。

## 反響・評価
本作は1968年6月15日付の全英アルバムチャートで初登場33位となり、最終的には9週トップ40入りして、最高21位を記録した。
ロニー・D・ランクフォード・ジュニアはオールミュージックにおいて5点満点中4.5点を付け「もちろん、まずはバンドに先立ってバート・ヤンシュとジョン・レンボーンがギタリストとして評価を得ていたが、ベーシストのダニー・トンプソンとドラマーのテリー・コックスの加入により、バンドはどのフォークロック・グループとも異なるアコースティックのリズム・セクションを得た。更にジャッキー・マクシーの歌声は、この入り組んだ英国のパズルにおける最後のピースで、表情豊かな高音ボーカルが、ヤンシュの深みのある歌声と好対照をなし、そして見事に溶け合っている」と評している。また、Richie Unterbergerは収録曲「ペンタングリング」に関して「異なるジャンルの音楽を無理なく混ぜ合わせることは、ペンタングルの主な長所の一つであり、フォーク、ジャズ、ブルース、そしてボーカル主体のフレーズと即興による長大なインストゥルメンタルを同居させた"Pentangling"は、数多くあるそうした例の一つである」と評している。

## 収録曲
特記なき楽曲は、トラディショナル・ソングをメンバー5人がアレンジしたもの。
1. レット・ノー・マン・スティール・ユア・タイム - "Let No Man Steal Your Thyme" (Traditional / arranged by Bert Jansch, Terry Cox, Jacqui McShee) - 2:48
2. ベルズ - "Bells" (B. Jansch, John Renbourn, Danny Thompson, T. Cox, J. McShee) - 4:02
3. ヒア・マイ・コール - "Hear My Call" (The Staple Singers) - 3:08
4. ペンタングリング - "Pentangling" (B. Jansch, J. Renbourn, D. Thompson, T. Cox, J. McShee) - 7:14
5. ミラージュ - "Mirage" (B. Jansch) - 2:03
6. ウェイ・ビハインド・ザ・サン - "Way Behind the Sun" - 3:12
7. ブルートン・タウン - "Bruton Town" - 5:21
8. ワルツ - "Waltz" (B. Jansch, J. Renbourn, D. Thompson, T. Cox, J. McShee) - 5:03

### 2010年リマスターCD (UICY-94640)ボーナス・トラック
1. ポイズン - "Poison" (B. Jansch)
2. トラヴェリング・ソング - "Travelling Song" (B. Jansch, J. Renbourn, D. Thompson, T. Cox, J. McShee)
3. コアン - "Koan" (Big Jim Sullivan)
4. ザ・ホイール - "The Wheel" (B. Jansch)
5. ザ・カスバ - "The Casbah" (B. Jansch)
6. ヒア・マイ・コール（オルタネイト・ヴァージョン） - "Hear My Call (Alternate Version)" (The Staple Singers)
7. ブルートン・タウン（エディット1/5/3） - "Bruton Town (Edit 1/5/3)"
8. コアン（オルタネイト・テイク） - "Koan (Alternate Take)" (B. J. Sullivan)
9. ウェイ・ビハインド・ザ・サン（オルタネイト・ヴァージョン） - "Way Behind the Sun (Alternate Version)"
10. ウェイ・ビハインド・ザ・サン（インストゥルメンタル） - "Way Behind the Sun (Instrumental Version)"

## 参加ミュージシャン
- ジャッキー・マクシー - ボーカル
- バート・ヤンシュ - ボーカル、アコースティック・ギター
- ジョン・レンボーン - アコースティック・ギター
- ダニー・トンプソン - ダブル・ベース
- テリー・コックス - ドラムス